# Mononuclidisch element
Een mononuclidisch element is een chemisch element waarvan slechts 1 nuclide van nature op Aarde voorkomt. Van alle elementen zijn er 22 die als mononuclidisch kunnen gekenmerkt worden.
Het nuclide bezit een karakteristieke atoommassa en kan stabiel dan wel radioactief zijn. Er zijn 19 elementen die naast mononuclidisch ook mono-isotopisch zijn: dit houdt in dat het enige voorkomende nuclide ook volledig stabiel is. Drie elementen, namelijk bismut, thorium en protactinium, zijn mononuclidisch, maar niet mono-isotopisch. Hun nucliden zijn dus radioactief.
Mononuclidische elementen zijn belangrijk, omdat hun atoommassa zeer nauwkeurig kan bepaald worden. Er moet immers geen rekening worden gehouden met de relatieve abundanties van andere isotopen om een atoommassa te bepalen. Met andere woorden: de relatieve atoommassa en de atoommassa zelf zijn gelijk aan elkaar.

## Lijst van mononuclidische elementen
Onderstaande lijst geeft een overzicht van de 22 mononuclidische elementen en het bijhorende nuclide:
| Element      | Nuclide | Atoomnummer | Aantal neutronen | Atoommassa (u) |
| ------------ | ------- | ----------- | ---------------- | -------------- |
| beryllium    | 009Be   | 04          | 005              | 009,012        |
| fluor        | 019F    | 09          | 010              | 018,998        |
| natrium      | 023Na   | 11          | 012              | 022,990        |
| aluminium    | 027Al   | 13          | 014              | 026,981        |
| fosfor       | 031P    | 15          | 016              | 030,974        |
| scandium     | 045Sc   | 21          | 024              | 044,956        |
| mangaan      | 055Mn   | 25          | 030              | 054,938        |
| kobalt       | 059Co   | 27          | 032              | 058,933        |
| arseen       | 075As   | 33          | 042              | 074,922        |
| yttrium      | 089Y    | 39          | 050              | 088,906        |
| niobium      | 093Nb   | 41          | 052              | 092,906        |
| rodium       | 103Rh   | 45          | 058              | 102,906        |
| jodium       | 127I    | 53          | 074              | 126,904        |
| cesium       | 133Cs   | 55          | 078              | 132,905        |
| praseodymium | 141Pr   | 59          | 082              | 140,908        |
| terbium      | 159Tb   | 65          | 094              | 158,925        |
| holmium      | 165Ho   | 67          | 098              | 164,930        |
| thulium      | 169Tm   | 69          | 100              | 168,934        |
| goud         | 197Au   | 79          | 118              | 196,967        |
| bismut       | 209Bi   | 83          | 126              | 208,980        |
| thorium      | 232Th   | 90          | 142              | 232,038        |
| protactinium | 231Pa   | 91          | 140              | 231,036        |